# Österdalälvens naturvårdsområde
Österdalälven, sträckan Åsens kraftverks utloppskanal - Storbrot naturvårdsområde är ett naturvårdsområde (sedan 1999 likställt med naturreservat) i Älvdalens kommun i Dalarnas län. 
Naturreservatet inrättades 1998 och omfattar 161 hektar. Det ligger utmed en sträcka av Österdalälven mellan Älvdalen och Åsens kraftstation, reservatet är cirka 19 km långt. Naturreservatet inrättades bland annat skydda det populära fisket av harr och öring och för att förhindra vattenkraftsutbyggnad i älven.